# Kelly Buchberger
Pour les articles homonymes, voir Buchberger.
Kelly Buchberger (né le 2 décembre 1966 à Langenburg ville de la Saskatchewan au Canada) est un joueur professionnel canadien de hockey sur glace devenu entraîneur.

## Carrière en club
Il commence sa carrière en jouant dans la Ligue de hockey de l'Ouest avec les Warriors de Moose Jaw en 1984. À la suite de sa première saison dans la WHL, il participe au repêchage d'entrée dans la Ligue nationale de hockey et est choisi lors de la neuvième ronde. 188e joueur choisi, il joue encore une saison dans la LHOu avant de rejoindre la Ligue américaine de hockey pour les Oilers de la Nouvelle-Écosse, équipe affiliée à la franchise de la LNH d'Edmonton.
Lors de cette première saison, il joue également trois matchs au cours des séries 1987 de la Coupe Stanley gagnées par les Oilers. Les matchs qu'il joue sont trois parmi les sept qu'il faudra à l'équipe pour battre les Flyers de Philadelphie. Lors de la saison suivante, il joue encore beaucoup plus dans la LAH que dans la LNH mais il ne gagne réellement sa place dans l'effectif des Oilers que pour la saison 1988-1989, première saison sans Wayne Gretzky pour les Oilers. En 1990, il remporte sa seconde bague de vainqueur de Coupe.
Petit à petit, il prend le rôle de meneur de l'équipe et logiquement en 1995, il est nommé capitaine de l'équipe à la suite de Shayne Corson. Il sera pendant quatre saisons le capitaine de l'équipe. En 1998-1999, il se casse le bras et rate une trentaine de matchs dans la saison. Il continue tout de même à venir voir son équipe jouer et à s'entraîner avec elle.
Au cours de l'été qui va suivre, un repêchage d'expansion de la LNH a lieu pour accueillir une vingt-huitième franchise : les Thrashers d'Atlanta. Ces derniers espérant amener de l'expérience au sein de leur jeune équipe, ils le choisissent et font de lui leur premier capitaine le 28 septembre. Il inscrit le premier but de l'histoire de la franchise, lors du premier match et malheureusement de la première défaite de l'équipe contre les Devils du New Jersey.
Malgré tout, il ne reste pas au sein de la franchise et est échangé avec Nelson Emerson en retour de Donald Audette et František Kaberle le 13 mars 2000. Le 7 juillet 2002, il rejoint les Coyotes de Phoenix pour un an en tant qu'agent libre et l'année d'après, il fait de même pour les Penguins de Pittsburgh. Il met fin à sa carrière à l'issue de la saison 2003-2004.

## Trophées et honneurs personnels
- Ligue nationale de hockey
  - Champion de la Coupe Stanley avec les Oilers en 1987 et 1990.

## Statistiques
Pour les significations des abréviations, voir Statistiques du hockey sur glace.
| Saison     | Équipe                       | Ligue      |       | Saison régulière | Saison régulière | Saison régulière | Saison régulière | Saison régulière |    | Séries éliminatoires | Séries éliminatoires | Séries éliminatoires | Séries éliminatoires | Séries éliminatoires |
| Saison     | Équipe                       | Ligue      | PJ    | B                | A                | Pts              | Pun              | PJ               | B  | A                    | Pts                  | Pun                  |                      |                      |
| 1984-1985  | Warriors de Moose Jaw        | LHOu       | 51    | 12               | 17               | 29               | 114              | -                | -  | -                    | -                    | -                    |                      |                      |
| 1985-1986  | Warriors de Moose Jaw        | LHOu       | 72    | 14               | 22               | 36               | 206              | 13               | 11 | 4                    | 15                   | 37                   |                      |                      |
| 1986-1987  | Oilers de la Nouvelle-Écosse | LAH        | 70    | 12               | 20               | 32               | 257              | 5                | 0  | 1                    | 1                    | 23                   |                      |                      |
| 1986-1987  | Oilers d'Edmonton            | LNH        | -     | -                | -                | -                | -                | 3                | 0  | 0                    | 0                    | 5                    |                      |                      |
| 1987-1988  | Oilers de la Nouvelle-Écosse | LAH        | 49    | 21               | 23               | 44               | 206              | 2                | 0  | 0                    | 0                    | 11                   |                      |                      |
| 1987-1988  | Oilers d'Edmonton            | LNH        | 19    | 1                | 0                | 1                | 81               | -                | -  | -                    | -                    | -                    |                      |                      |
| 1988-1989  | Oilers d'Edmonton            | LNH        | 66    | 5                | 9                | 14               | 234              | -                | -  | -                    | -                    | -                    |                      |                      |
| 1989-1990  | Oilers d'Edmonton            | LNH        | 55    | 2                | 6                | 8                | 168              | 19               | 0  | 5                    | 5                    | 13                   |                      |                      |
| 1990-1991  | Oilers d'Edmonton            | LNH        | 64    | 3                | 1                | 4                | 160              | 12               | 2  | 1                    | 3                    | 25                   |                      |                      |
| 1991-1992  | Oilers d'Edmonton            | LNH        | 79    | 20               | 24               | 44               | 157              | 16               | 1  | 4                    | 5                    | 32                   |                      |                      |
| 1992-1993  | Oilers d'Edmonton            | LNH        | 83    | 12               | 18               | 30               | 133              | -                | -  | -                    | -                    | -                    |                      |                      |
| 1993-1994  | Oilers d'Edmonton            | LNH        | 84    | 3                | 18               | 21               | 199              | -                | -  | -                    | -                    | -                    |                      |                      |
| 1994-1995  | Oilers d'Edmonton            | LNH        | 48    | 7                | 17               | 24               | 82               | -                | -  | -                    | -                    | -                    |                      |                      |
| 1995-1996  | Oilers d'Edmonton            | LNH        | 82    | 11               | 14               | 25               | 184              | -                | -  | -                    | -                    | -                    |                      |                      |
| 1996-1997  | Oilers d'Edmonton            | LNH        | 81    | 8                | 30               | 38               | 159              | 12               | 5  | 2                    | 7                    | 16                   |                      |                      |
| 1997-1998  | Oilers d'Edmonton            | LNH        | 82    | 6                | 17               | 23               | 122              | 12               | 1  | 2                    | 3                    | 25                   |                      |                      |
| 1998-1999  | Oilers d'Edmonton            | LNH        | 52    | 4                | 4                | 8                | 68               | 4                | 0  | 0                    | 0                    | 0                    |                      |                      |
| 1999-2000  | Thrashers d'Atlanta          | LNH        | 68    | 5                | 12               | 17               | 139              | -                | -  | -                    | -                    | -                    |                      |                      |
| 1999-2000  | Kings de Los Angeles         | LNH        | 13    | 2                | 1                | 3                | 13               | 4                | 0  | 0                    | 0                    | 4                    |                      |                      |
| 2000-2001  | Kings de Los Angeles         | LNH        | 82    | 6                | 14               | 20               | 75               | 8                | 1  | 0                    | 1                    | 2                    |                      |                      |
| 2001-2002  | Kings de Los Angeles         | LNH        | 74    | 6                | 7                | 13               | 105              | 7                | 0  | 0                    | 0                    | 7                    |                      |                      |
| 2002-2003  | Coyotes de Phoenix           | LNH        | 79    | 3                | 9                | 12               | 109              | -                | -  | -                    | -                    | -                    |                      |                      |
| 2003-2004  | Penguins de Pittsburgh       | LNH        | 71    | 1                | 3                | 4                | 109              | -                | -  | -                    | -                    | -                    |                      |                      |
| Totaux LNH | Totaux LNH                   | Totaux LNH | 1 182 | 105              | 204              | 309              | 2 297            | 97               | 10 | 14                   | 24                   | 129                  |                      |                      |

## Carrière internationale
Il a représenté le Canada au niveau international.
| Année | Compétition          |   | PJ | B | A | Pts | Pun               |  | Résultat |
| 1993  | Championnat du monde | 8 | 0  | 2 | 2 | 6   | 4e place          |  |          |
| 1994  | Championnat du monde | 8 | 0  | 0 | 0 | 8   | Médaille d'or     |  |          |
| 1996  | Championnat du monde | 4 | 0  | 0 | 0 | 6   | Médaille d'argent |  |          |

## Carrière d'entraîneur
Après sa carrière de joueur, il rejoint l'équipe dirigeante des Oilers puis en août 2007, il devient l'entraîneur des Falcons de Springfield de la LAH, équipe affiliée aux Oilers d'Edmonton de la LNH. À compter de la saison 2008-2009, il secondera Craig MacTavish à titre d'assistant-entraîneur des Oilers de la Ligue nationale de hockey Malgré le congédiement de Craig MacTavish, Buchberger demeure entraîneur-adjoint de Pat Quinn avec les Oilers d'Edmonton puis seconde Tom Renney lorsque celui-ci est nommé entraîneur-chef à l'été 2010.